# Uralski narodi
Uralski narodi je naziv za narode koji se služe jezicima Uralske jezične porodice, često svrstavane u Uralsko-Altajsku natporodicu. Ime porodice dolazi po gorju Ural, a moguće porijeklo ovih naroda je s njegove sibirske strane gdje su živjeli prije nekih 7000 godina. Migracije su započele prije oko 1500 godina u smjeru Europe gdje su im najzapadniji pripadnici Finci, Karelijci i Estonci u području Finskog zaljeva, te Mađari na jugu. Pripadnici ugarskog ogranka odvojili su se od Finaca a Mađarima srodni Ostajci i Voguli nastavili su i dalje obitavati u središnjem Sibiru.
Jezicima su karakteristični mnogi sufiksi.
A) Ugrofinski narodi
a) Finski narodi
a 1) Baltofinski narodi
- Livonci
- Estonci
- Voti
- Finci (uključuju često takozvane Ingrijske Fince. Finsko ime uz ingrijsko sebi su uzeli oni Ingri koji su se pred ruskim pogromom morali iseliti iz Rusije u Finsku, jedini način je bio da se izjašnjavaju kao Finci)
- Ižori ili Ingri.
- Karelijci
- Vepsi

a 2) Saami ili Lapi
a 3) Povolški Finci
- Mordvini (sastoje se od plemena Erzja, Mokša, Terjuhane, Karatai)
- Mari
- Merja
- Meščera
- Muroma.

a 4) Permjački Finci
- Udmurti ili Votjaki
- Komi
  - Zirjani
  - Permjaci, 125.235 (2002.)
  - Jazva

b) Ugarski narodi
b 1) Opski Ugri
- Hanti (Ostjaci). Sebe nazivaju hanty i kantyk; 22,521 (1989)
- Mansi (Voguli), 8474 (1989.). Sebe nazivaju mansi (pl. mansit,  mäns). Između Urala i Oba.

b 2) Mađari
- Sekelji

B) Samojedski narodi
- Nganasani ili Tavgi. 1278 (1989.), poluotok Tajmir. Sebe nazivaju nganasa(n), ngano nganasan.
- Enci ili Jenisejski Samojedi
- Nenci ili Juraki, Jurak Samojedi. 34.665 (1989.); sebe nazivaju n'enet's'’, (pl. n'enet's'a”). Žive između poluotoka Kanin u Bijelom moru i ušća Jeniseja.
- Selkupi or Ostjački Samojedi. Sami sebe nazivaju söl´kup ili shöl´kup. 3612 (1989.). Na rijeci Taz

## Vanjske poveznice
- Uralic Peoples - Who Are They ?
- Uralic (Languages)